# Classe España
A Classe España foi uma classe de couraçados operada pela Armada Espanhola, composta pelo España, Alfonso XIII e Jaime I. Suas construções começaram entre 1909 e 1912 nos estaleiros da Sociedad Española de Construcción Naval e entraram em serviço em 1913, 1915 e 1921, respectivamente. Os navios foram encomendados como parte de um acordo informal de defesa mútuo entre Espanha, França e Reino Unido e seu projeto foi limitado pela infraestrutura e economia espanholas da época, consequentemente foram os menores dreadnoughts construídos na história. Suas construções, especialmente a do Jaime I, foram atrasadas significativamente pelo início da Primeira Guerra Mundial.
Os três couraçados da Classe España eram armados com uma bateria principal composta por oito canhões de 305 milímetros montados em quatro torres de artilharia duplas. Tinham um comprimento de fora a fora de 140 metros, boca de 24 metros, calado de quase oito metros e um deslocamento carregado de mais de dezesseis mil toneladas. Seus sistemas de propulsão eram compostos por doze caldeiras a carvão que alimentavam quatro conjuntos de turbinas a vapor, que por sua vez giravam quatro hélices até uma velocidade máxima de dezenove nós (35 quilômetros por hora). Os navios também tinham um cinturão principal de blindagem cuja espessura mázima era de 203 milímetros.
Os dois primeiros navios tiveram inícios de carreira relativamente tranquilos e sem grandes incidentes, consistindo principalmente em exercícios de treinamento e cruzeiros internacionais para a América do Norte e América do Sul. A Guerra do Rife começou em 1921 e os três foram usados para dar suporte de artilharia para tropas em terra. O España encalhou em uma dessas operações em 1923 e sofreu uma perda total. O dois navios sobreviventes deram suporte em 1925 para os Desembarques de Alhucemas. O Alfonso XIII foi renomeado para España em 1931 e ele e o Jaime I foram descomissionados para reduzir custos, porém o Jaime I foi recomissionado em 1933 como capitânia da frota.
Planos de modernização para os dois couraçados foram elaborados na década de 1930, mas interrompidos pelo início da Guerra Civil Espanhola em 1936. O España foi tomado pelos rebeldes nacionalistas no início do confronto, enquanto o Jaime I permaneceu sob o controle do governo republicano. O España foi usado para aplicar um bloqueio de portos republicanos no norte do país e capturou diversas embarcações. O Jaime I por sua vez foi pouco utilizado no decorrer do conflito. O España bateu em uma mina naval em abril de 1937 e afundou, enquanto o Jaime I foi destruído em junho por uma explosão interna acidental, com seus destroços sendo reflutuados e desmontados depois do fim da guerra.

## Antecedentes

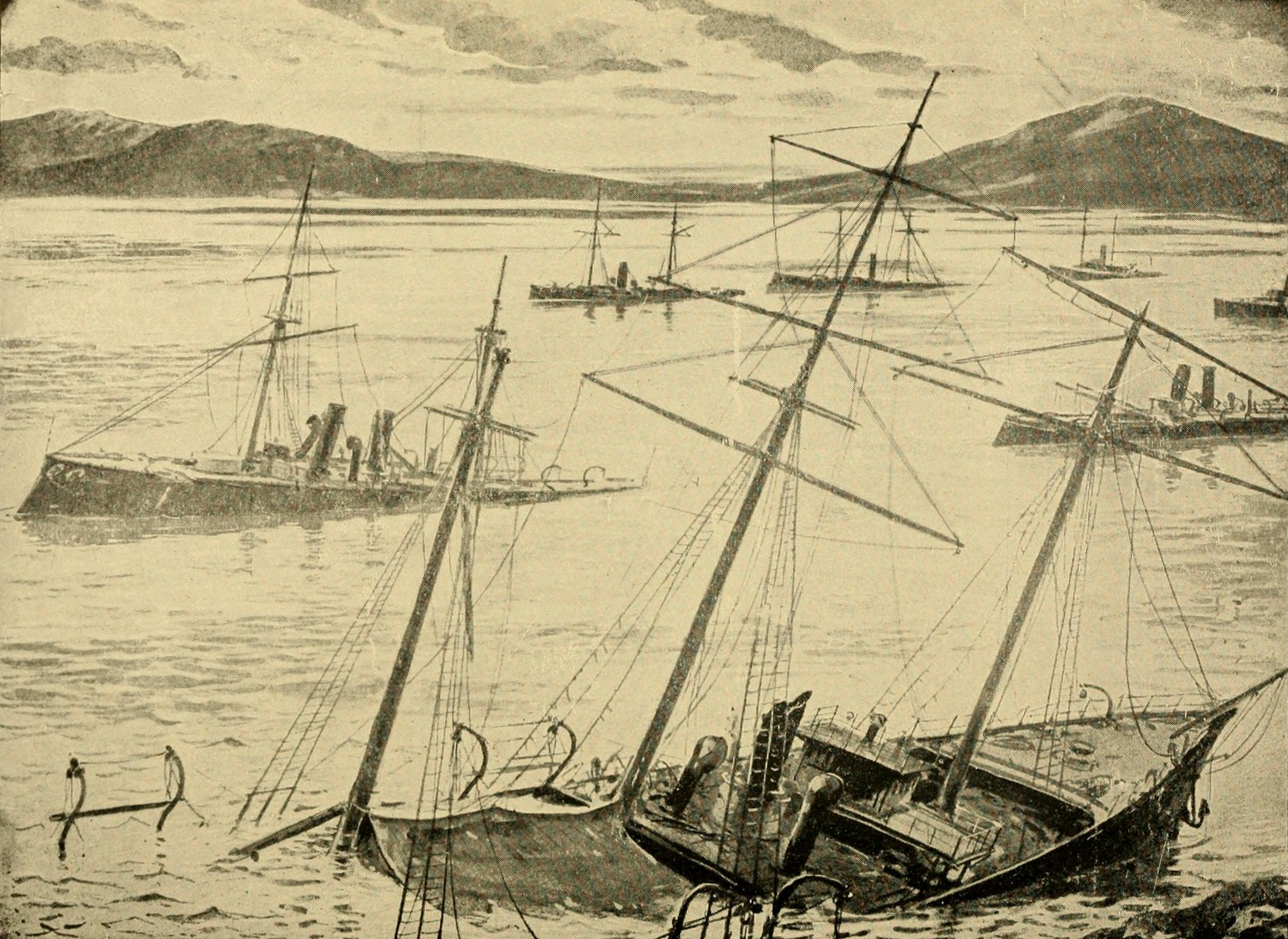
Desenho da esquadra espanhola destruída após a Batalha de Cavite

O público espanhol culpou a Armada Espanhola pelas perdas desastrosas na Guerra Hispano-Americana de 1898, mas reconheceu a necessidade de reconstruir e modernizar a frota. A primeira tentativa de reconstrução foi o Plano de Frota de 1903, que almejava uma frota com sete couraçados de quinze mil toneladas e três cruzadores de dez mil toneladas. Isto era muito ambicioso para a enfraquecida economia espanhola e as Cortes Gerais foram incapazes de aprovar financiamento. O Plano de Frota de 1905 propôs uma frota de oito couraçados de catorze mil toneladas e vários barcos torpedeiros e submarinos, mas também fracassou pela instabilidade do governo e pouco apoio público. Desenvolvimentos internacionais, especialmente conflitos com a Alemanha na Primeira Crise de Marrocos, criaram o ímpeto e apoio público necessários para que o governo espanhol iniciasse um grande programa de construção naval.
O Reino Unido e a França firmaram a Entente Cordiale em abril de 1904, superando sua tradicional rivalidade com o objetivo de fazer frente ao expansionismo alemão. O acordo afetava a Espanha diretamente porque resolvia questões sobre o controle do Marrocos e colocava Tânger sob controle anglo-franco-espanhol. O acordo aproximou a Espanha do Reino Unido e França, levando a uma troca de mensagens entre os três governos e maio de 1907, época em que um governo espanhol forte liderado por Antonio Maura tinha assumido o poder. As mensagens criaram um acordo informal para fazer frente contra a Alemanha e seus aliados. O Reino Unido concentraria a maior parte da Marinha Real Britânica no Mar do Norte enquanto a Armada Espanhola daria apoio para a Marinha Nacional Francesa contra a força combinada da Marinha Austro-Húngara e Marinha Real Italiana. Britânicos e franceses também dariam assistência técnica no desenvolvimento de novos navios de guerra espanhóis. Maura assim conseguiu aprovar o Plano de Frota de 1907, que propunha a construção de três couraçados, vários contratorpedeiros, barcos torpedeiros e outras embarcações. O plano de construção deveria durar oito anos. Debates sobre o plano ocorreram nas Cortes Gerais até o final de novembro e ele foi aprovado em 2 de dezembro, formalmente tornando-se lei em 7 de janeiro de 1908.

## Desenvolvimento
Os trabalhos de projeto começaram antes mesmo do plano ter sido aprovado pelas Cortes Gerais. Os planos iniciais eram para que os três couraçados tivessem um deslocamento de doze mil toneladas e um armamento de quatro canhões principais de 305 milímetros e pelo menos doze canhões secundários de 152 milímetros, muito similar ao padrão dos pré-dreadnoughts britânicos da época. O comissionamento do revolucionário HMS Dreadnought no final de 1906 fez o comodoro José Ferrándiz y Niño, o Ministro da Marinha, a pressionar a Junta Técnica da Armada em março de 1907 a revisar seu projeto a fim de se igualar ao novo couraçado britânico. Foi considerado reduzir o tamanho dos canhões principais para 279 ou 234 milímetros, mas seis dos nove membros da junta concordaram que as armas de 305 milímetros deveriam ser mantidas. A Armada Espanhola, com o tipo geral de navio tendo sido decidido, começou a discutir sobre exigências gerais de projeto devido às limitações que seriam impostas sobre os novos navios.
A armada estava preocupada principalmente com a defesa de suas bases de Ferrol, Cádis e Cartagena, por conta disso os couraçados não precisariam de uma autonomia muito grande. Foi de importância secundária a necessidade de limitar o projeto pela fraca economia e setor industrial espanhóis. Uma terceira restrição foi a necessidade de construir embarcações que coubessem nas instalações navais existentes, pois a Espanha não tinha dinheiro suficiente para construir os navios e ampliar seus estaleiros. Desta forma, as exigências de projeto eram para navios com um armamento relativamente poderoso com autonomia e blindagem mínimas. A Armada Espanhola começou a discutir essas exigências em 1907 com as britânicas Armstrong Whitworth e Vickers. A Vickers propôs em 5 de setembro um couraçado de quinze mil toneladas com oito canhões de 305 milímetros. Este projeto foi a base para a competição de projeto publicada em 21 de abril de 1908. O governo, em vez de simplesmente encomendar os navios no exterior, exigiu que qualquer proposta incluísse provisões para que o remetente assumisse o controle e modernizasse os estaleiros espanhóis que construiriam os couraçados. O governo considerava que melhorar as instalações nacionais era um objetivo importante do programa, mesmo com isso aumentando os custos e adiando a finalização dos navios.
Quatro estaleiros apresentaram propostas. A italiana Gio. Ansaldo & C. liderou um grupo que também tinha a austro-húngara Škodawerke e a francesa Marrel Freres Forges de La Loire et du Midi. A francesa Schneider-Creusot fez parceria com a Forges et Chantiers de la Méditerranée e Forges et Chantiers de la Gironde. A espanhola Sociedad Española de Construcción Naval (SECN) foi formada pela Vickers, Armstrong Whitworth e John Brown & Company. Por fim, havia um grupo de industrialistas espanhóis com apoio das britânicas Palmers Shipbuilding and Iron Company e William Beardmore and Company. Apenas as três primeiras propostas foram consideradas seriamente, pois a quarta foi considerada muito vaga. A Junta Superior da Armada e o Ministro da Marinha foram os responsáveis por avaliar as propostas. A Ansaldo preparou duas variantes: a primeira com quatro torres de artilharia duplas, uma à vante, uma à ré e duas en echelon à meia-nau; a segunda tinha duas torres triplas à vante e à ré com uma torre dupla à meia-nau. Especialistas de artilharia espanhóis rejeitaram esta segunda variante. Os projetos da SECN e Schneider-Creusot tinham o mesmo arranjo da primeira proposta da Ansaldo.
O Comitê de Artilharia se reuniu em outubro de 1908 para fazer suas recomendações. A conclusão foi que as propostas da SECN e Schneider-Creusot eram superiores a da Ansaldo, mas nenhuma tinha uma grande vantagem sobre a outra. O Comitê de Construção Naval avaliou as propostas no mês seguinte, recomendando o projeto da SECN sobre o da Schneider-Creusot e com o da Ansaldo em último. O Escritório do Corregedor da Marinha também avaliou as propostas em novembro e aconselhou que apenas a proposta da SECN se adequava às exigências de projeto sem problemas legais, administrativos ou de custo. Já que o contexto estratégico previa que os couraçados provavelmente seriam usados contra as frotas austro-húngara e italiana, o consórcio liderado pela Ansaldo tinha deficiências óbvias. A armada pediu um projeto revisado para a SECN em fevereiro de 1909 a fim de incorporar várias alterações que incluíam uma borda livre maior para melhorar a navegabilidade, aumento da altura e comprimento do cinturão de blindagem principal e telêmetros individuais para cada torre de artilharia. A SECN concordou com as mudanças em 20 de março e a companhia recebeu o contrato em 14 de abril.
O projeto resultante foi o menor couraçado do tipo dreadnought já construído, consequência das limitações impostas pela economia espanhola. Os navios já eram obsoletos antes mesmo de serem finalizados devido ao rápido avanço tecnológico da época e os atrasos nas construções dos dois últimos membros da classe.

## Projeto

### Características

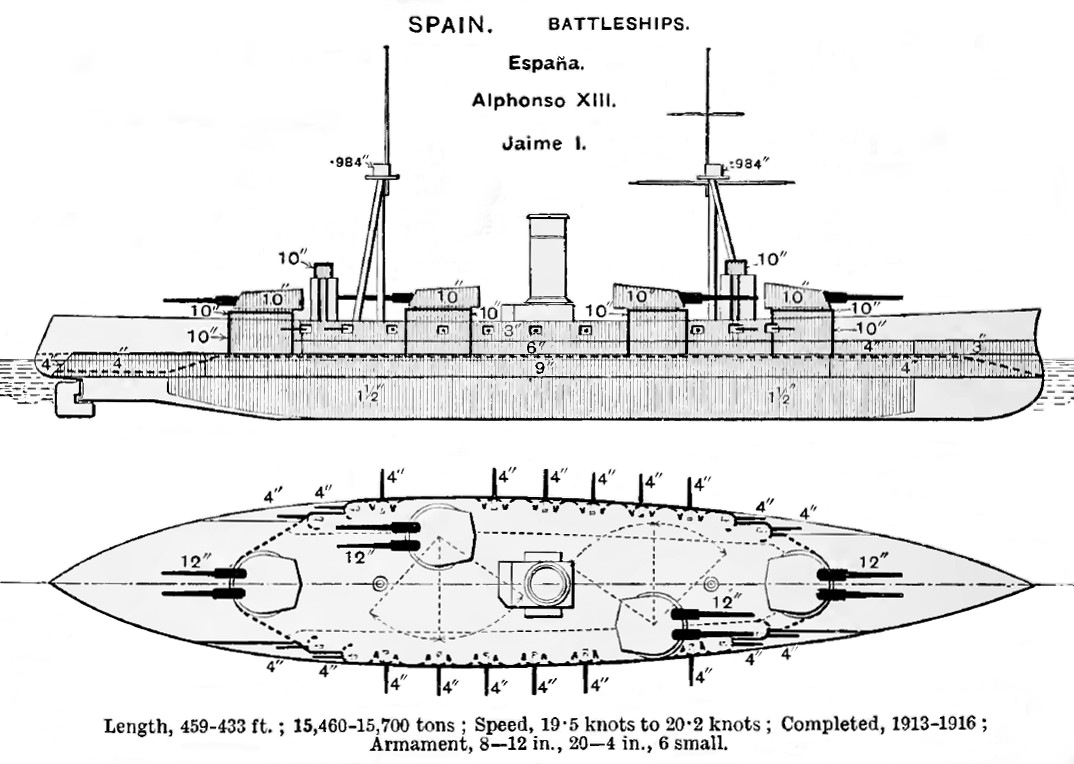
Desenho da Classe España

A Classe España tinha 132,6 metros de comprimento da linha de flutuação e 140,2 metros de comprimento de fora a fora. Tinha boca de 24 metros, calado de 7,9 metros e borda livre de 4,6 metros à meia-nau, esta muito mais baixa do que era normal para couraçados da época. O deslocamento normal era de 15,7 mil toneladas e o deslocamento carregado chegava a 16 450 toneladas. Os navios tinham dois mastros de tripé e uma pequena superestrutura. Eram equipados com seis holofotes de 75 centímetros. Os couraçados eram razoavelmente estáveis quando comparados a outros contemporâneos estrangeiros, mas tinham uma altura metacêntrica baixa de apenas 1,56 metros em deslocamento carregado, deixando-os com uma estabilidade ruim quando eram danificados. A direção era controlada por um único leme. Em velocidade máxima, os navios podiam fazer uma curva de 180 graus em 321 metros.
Cada navio tinha uma tripulação de 854 oficiais e marinheiros, mas durante tempos de paz esse número era limitado para aproximadamente setecentos por questões de habitação. Os alojamentos dos marinheiros ficavam localizados à vante no convés superior e eram muito apertados e anti-higiênicos. Ficavam divididos em duas áreas: a primeira consistia em um grande convés entre as barbetas da primeira torre de artilharia e da torre de meia-nau de estibordo, enquanto a segunda nas casamatas de vante da bateria secundária. Cabines para suboficiais também ficavam localizadas nas casamatas. A superestrutura abrigava várias cabines para os oficiais mais graduados. Os cascos dos couraçados foram inicialmente pintados de preto, mas foram repintados para cinza claro na década de 1920. Uma faixa branca foi pintada na chaminé do Alfonso XIII para identificá-lo, enquanto a do Jaime I tinha duas faixas. Estas faixas foram removidas de ambos no início da Guerra Civil Espanhola, com o Jaime I também sendo pintado de cinza escuro na mesma época.

### Propulsão
O sistema de propulsão era composto por doze caldeiras de tubos d'água Yarrow a carvão que alimentavam quatro turbinas a vapor Parsons. Cada turbina girava uma hélice de três lâminas com 2,4 metros de diâmetro. Cada navio levava a bordo duas hélices de reserva. A exaustão das caldeiras era canalizada para uma única chaminé à meia-nau, com sua localização distante do mastro de vante permitindo que a gávea ficasse livre da fumaça, mas ainda assim deixava a gávea no mastro principal praticamente inútil.
Os motores tinham uma potência indicada de 15,8 mil cavalos-vapor (11,6 mil quilowatts) para uma velocidade máxima de 19,5 nós (36,1 quilômetros por hora). O contrato de projeto exigia um máximo normal de 21,8 mil cavalos-vapor (dezesseis mil quilowatts) para uma velocidade de 19,9 nós (36,9 quilômetros por hora) e até 25,8 mil cavalos-vapor (dezenove mil quilowatts) forçados para 20,2 nós (37,4 quilômetros por hora). Os três navios excederam vinte nós em seus testes de velocidade. Cada embarcação podia carregar até 1,9 mil toneladas de carvão; o historiador Ian Sturton afirma que isto permitia uma autonomia de cinco mil milhas náuticas (9,3 mil quilômetros) a dez nós, porém Agustín Ramón Rodríguez González disse que a autonomia era de 7,5 mil milhas náuticas (13,9 mil quilômetros) a 10,8 nós (vinte quilômetros por hora).

### Armamento

Arranjo da bateria principal da Classe España

O armamento principal consistia em oito canhões Vickers Marco H. calibre 50 de 305 milímetros. Estes ficavam montados em quatro torres de artilharia duplas, duas na linha central à vante e ré, e duas à meia-nau en echelon. Cada arma pesava 65,6 toneladas e disparava projéteis de 385 quilogramas a uma velocidade de saída de 914 metros por segundo. Tinham um alcance máximo de 21,5 quilômetros e uma cadência de tiro de um disparo por minuto. As torres eram operadas hidraulicamente e os canhões podiam ser recarregados em qualquer ângulo de elevação. O arranjo en echelon foi escolhido sobre torres sobrepostas porque economizava peso e dinheiro. Todas as quatro torres em teoria poderiam ser disparadas para ambas as laterais e três poderiam disparar diretamente à vante ou à ré. Entretanto, os efeitos de choque das torres de meia-nau normalmente impediam que fossem disparadas através do convés e diretamente à vante ou ré.
A bateria secundária era formada por vinte canhões calibre 50 de 102 milímetros em casamatas individuais no casco. As armas foram fabricadas por vários arsenais espanhóis, disparando projéteis de catorze quilogramas. Entretanto, estes canhões tinham um alcance limitado por elevação insuficiente e ficavam muitos próximos da linha de flutuação, tornando-se inutilizáveis em mares bravios. Também haviam quatro canhões de 47 milímetros, duas metralhadoras e dois canhões de desembarque.

### Blindagem
O esquema de blindagem da Classe España era essencialmente uma versão reduzida do esquema usado nos couraçados britânicos da Classe Bellerophon. As reduções se deram principalmente pela adoção de um armamento relativamente pesado em uma embarcação de deslocamento tão pequeno. O cinturão principal tinha 203 milímetros de espessura na parte central, reduzindo-se para 102 milímetros em cada extremidade da cidadela blindada. O cinturão superior que protegia as casamatas tinha 152 milímetros. Cada torre de artilharia principal tinha laterais de 203 milímetros, ficando em cima de barbetas protegidas por placas de 254 milímetros. A torre de comando também tinha laterais de 254 milímetros de espessura. Tanto o convés blindado quanto a antepara antitorpedo tinham 38 milímetros. As placas de blindagem mais pesadas eram feitas de aço cimentado Krupp, enquanto as blindagens mais finas que 102 milímetros eram feitas de aço homogêneo Krupp. Os dois tipos foram fabricados no Reino Unido.
Os navios tinham uma blindagem muito fraca quando comparados com a maioria dos couraçados estrangeiros, com sua proteção subaquática sendo o maior ponto fraco de todo o esquema de blindagem. A antepara antitorpedo foi considerada muito próxima do casco externo, o que reduzia sua capacidade de absorver danos. Esta fraqueza desempenhou um papel central na perda do España em 1923 depois de encalhar e no naufrágio do Alfonso XIII em 1937 depois de bater em uma mina naval.

## Modificações
Apenas pequenas modificações foram possíveis por causa das limitações técnicas impostas pelo deslocamento baixo e pelo dinheiro insuficiente para uma grande reconstrução a fim de liberar tonelagem para outros usos. O arranjo da bateria principal ocupava boa parte do espaço do convés, o que limitava o que poderia ser feito. A Armada Espanhola considerou propostas no início da década de 1920 para modernizar os três couraçados, mas o orçamento militar estava sendo consumido pela Guerra do Rife, assim a modernização nunca ocorreu. Estes planos teriam a instalação de um novo sistema de controle de disparo com telêmetros mais eficazes, um grande número de armas antiaéreas mais modernas e construção de protuberâncias antitorpedo para melhorar a proteção subaquática ao custo de um nó de velocidade. A blindagem do convés também seria fortalecida. Apenas pequenas modificações foram possíveis. O Alfonso XIII e o Jaime I receberam dois canhões antiaéreos Vickers calibre 45 de 76 milímetros no topo da primeira e segunda torres de artilharia. Seus mastros de vante foram cortados na década de 1930.
Um plano mais ambicioso para melhorar as capacidades dos navios foi proposto em meados da década de 1930. A altura das barbetas de suas torres de artilharia de meia-nau seria aumentada, melhorando seus arcos de disparo e liberando espaço ao redor das torres para uma nova bateria secundária de canhões de duplo-propósito Marco F calibre 45 de 120 milímetros. Cada couraçado receberia doze destas armas em montagens individuais abertas, enquanto as casamatas das antigas armas secundárias seriam convertidas em mais alojamentos para a tripulação. A nova bateria antiaérea seria de dez canhões de 25 milímetros ou oito de 40 milímetros, com a escolhida sendo determinada por testes de eficácia. Outras mudanças seriam feitas para melhorar os sistemas de controle de disparo, aprimorar os maquinário e instalar protuberâncias antitorpedo, dentre outras modificações. Os trabalhos começariam em 1937, mas o início da Guerra Civil Espanhola em julho de 1936 interrompeu o projeto.
Os nacionalistas assumiram o controle do Alfonso XIII, na época renomeado para España, e removeram seus canhões de 76 milímetros para serem usados em terra. Estes foram substituídos por quatro canhões canhões Flak de 88 milímetros e dois canhões Flak de 20 milímetros, ambos alemães. O Jaime I permaneceu sob controle republicano e foi equipado com os dois canhões Vickers calibre 50 de 47 milímetros e dois canhões Hotchkiss de 25 milímetros em uma montagem dupla.

## Navios
Uma nova doca seca de 184 por 35 metros e duas rampas de lançamento de 180 por 35 metros foram construídas em Ferrol para acomodar a construção dos couraçados. Todos os materiais foram fabricados na Espanha, com exceção das placas de blindagem, armamentos principais e equipamentos de controle de disparo. O contrato especificava um tempo de construção de quatro anos para o primeiro navio, cinco anos para o segundo e sete anos para o terceiro. Apesar do maior tempo de construção permitido para o segundo e terceiro couraçados, especialmente o último, o Alfonso XIII e Jaime I foram atrasados pela escassez de materiais vindos do Reino Unido em consequência do início da Primeira Guerra Mundial em julho de 1914. O Jaime I foi finalizado em maio de 1915 com exceção de seu armamento, mas os canhões só foram entregues em 1919.
| Navio        | Construtor                              | Batimento               | Lançamento             | Comissionamento        | Destino                          |
| ------------ | --------------------------------------- | ----------------------- | ---------------------- | ---------------------- | -------------------------------- |
| España       | Sociedad Española de Construcción Naval | 6 de dezembro de 1909   | 5 de fevereiro de 1912 | 23 de outubro de 1913  | Encalhou em 26 de agosto de 1923 |
| Alfonso XIII | Sociedad Española de Construcción Naval | 23 de fevereiro de 1910 | 7 de maio de 1913      | 16 de agosto de 1915   | Afundou em 30 de abril de 1937   |
| Jaime I      | Sociedad Española de Construcción Naval | 5 de fevereiro de 1912  | 21 de setembro de 1914 | 20 de dezembro de 1921 | Afundou em 17 de junho de 1937   |

## História

### Início de carreiras

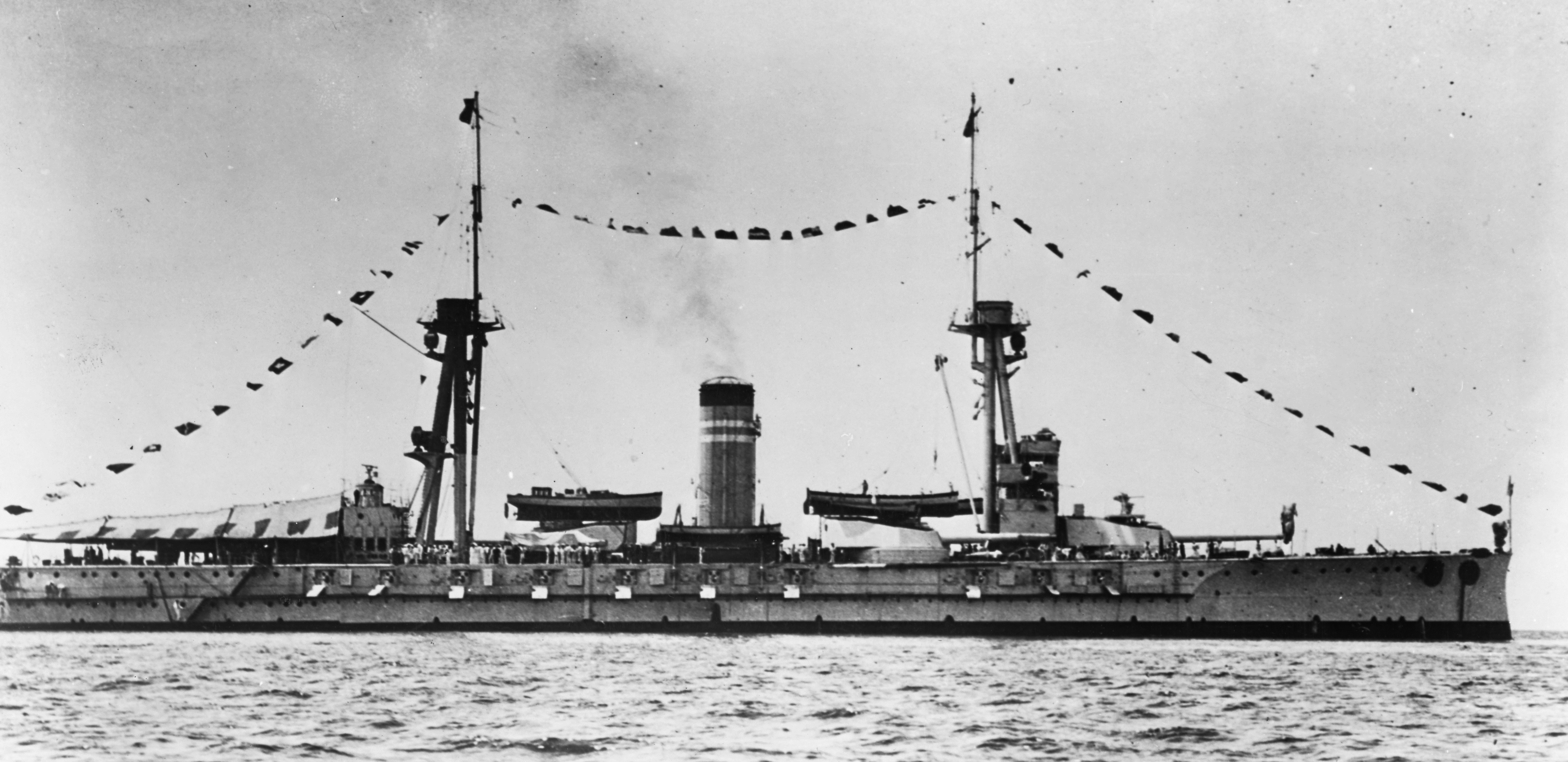
O Jaime I em 1931

O España era o único couraçado espanhol em serviço quando a Primeira Guerra Mundial começou em 1914, porém pouco fez porque o país permaneceu neutro durante o conflito. Ele participou em agosto de 1914 das cerimônias de abertura do Canal do Panamá. O Alfonso XIII entrou em serviço em agosto de 1915 e pelo restante da guerra os dois navios ficaram realizando exercícios de treinamento. O Alfonso XIII em seguida foi usado para ajudar outras embarcações em perigo e subjugar agitações civis. O Jaime I foi finalizado no final de 1921. Os três serviram na Esquadra de Treinamento no início da década de 1920. O España e Alfonso XIII foram enviados em cruzeiros para a América do Norte e América do Sul em 1920 e 1921, respectivamente. O España foi danificado durante sua viagem ao encalhar no litoral do Chile e precisou de grandes reparos antes que pudesse finalmente voltar para casa.
Durante este período, os rifenhos no Marrocos se revoltaram contra o governo colonial espanhol, iniciando em 1921 a Guerra do Rife. Os couraçados da Classe España foram usados principalmente dando suporte de artilharia para as forças terrestres. O España encalhou no Cabo das Três Forcas em agosto de 1923 enquanto bombardeava posições rifenhas. Uma longa operação de salvamento não conseguiu libertá-lo e tempestades quebraram os destroços em dois em novembro de 1924, fazendo do navio uma perda total. O Alfonso XIII serviu de capitânia para a frota espanhola durante o Desembarque de Alhucemas em 1925. Os rebeldes rifenhos foram finalmente derrotados em 1927.
O rei Afonso XIII foi derrubado em 1931 e a Segunda República Espanhola instaurada, com o couraçado Alfonso XIII sendo rapidamente renomeado para España. Os dois navios sobreviventes foram imediatamente descomissionados com o objetivo de reduzir os custos durante a Grande Depressão, porém o Jaime I foi recomissionado em 1933 para atuar como capitânia da frota. Os planos de modernização que a Armada Espanhola estava elaborando para os navios na década de 1930 foram interrompidos pelo início da Guerra Civil Espanhola em julho de 1936. O España estava na época passando por uma pequena reforma em preparação para a planejada modernização.

### Guerra Civil Espanhola

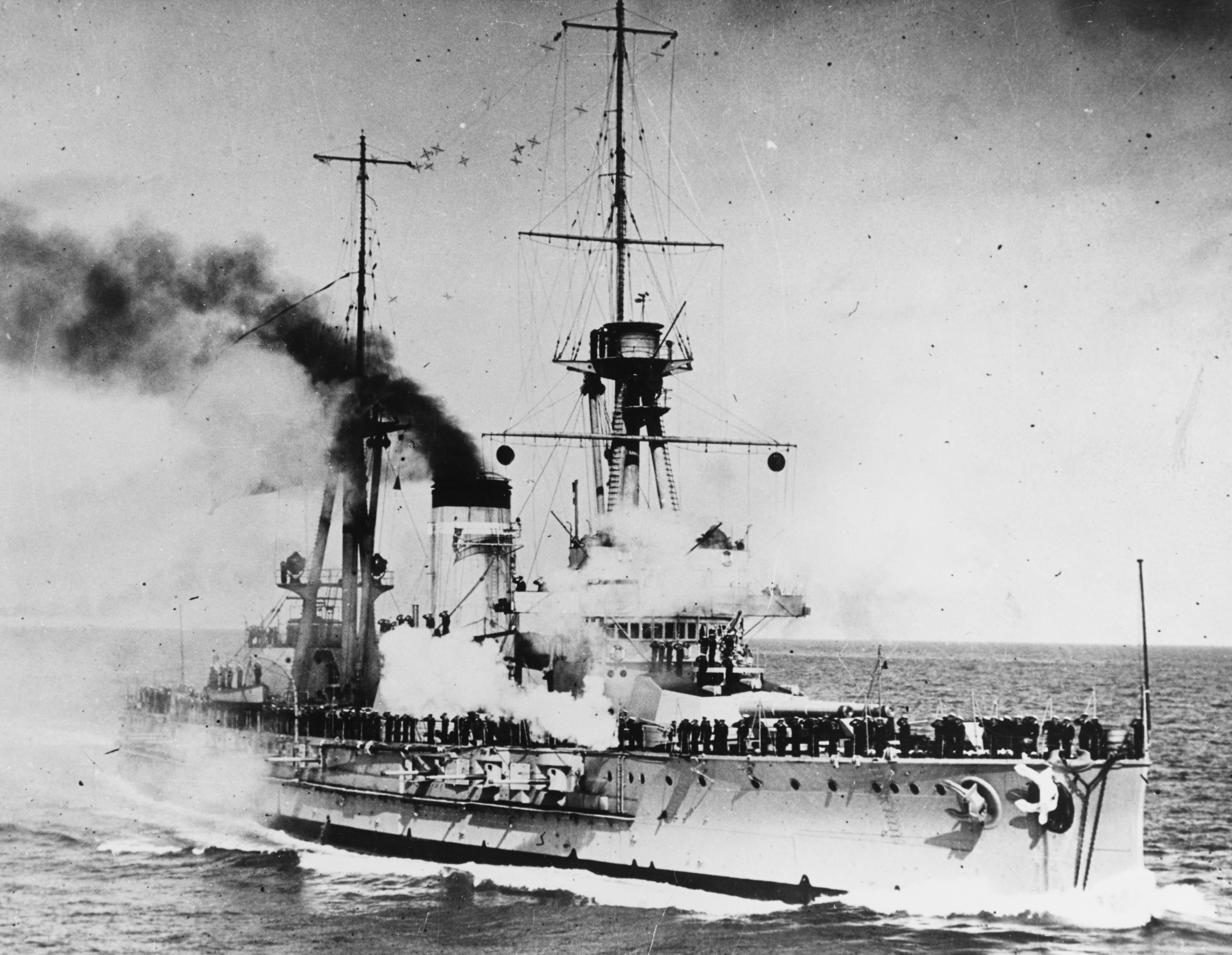
O España c. 1932

A maior parte da frota espanhola permaneceu sob controle republicano quando a guerra começou. A maioria dos oficiais do España declararam apoio aos nacionalistas, porém foram assassinados por sua tripulação. O navio imediatamente em seguida travou um duelo conntra artilharias costeiras nacionalistas, com os tripulantes sendo convencidos a render o couraçado aos nacionalistas. O Jaime I permaneceu sob controle republicano e foi usado para tentar barrar a travessia do Exército da África do Marrocos para a Espanha, resultando em um breve confronto com a canhoneira nacionalista Eduardo Dato, porém interferência alemã permitiu a travessia nacionalista. O Jaime I foi atacado em agosto por bombardeiros da Legião Condor alemã e levemente danificado.
O España foi usado em bombardeios litorâneos e para aplicar um bloqueio de portos republicanos no litoral norte da Espanha, incluindo Gijón, Santander e Bilbau, capturando vários navios que transportavam suprimentos para os republicanos. O Jaime I bombardeou posições nacionalistas no Marrocos e em setembro de 1936 fez uma surtida com dois cruzadores e quatro contratorpedeiros para quebrar o bloqueio imposto pelo España, mas nenhum dos lados se enfrentou e os republicanos recuaram em outubro. O Jaime I encalhou ao voltar para o Mar Mediterrâneo e passou por reparos em Cartagena. Foi atacado no local em maio de 1937 por bombardeiros da Aviação Legionária italiana, com diferentes relatos existindo sobre a seriedade dos danos infligidos.
O España bateu em uma mina naval em 30 de abril de 1937 enquanto operava próximo do litoral de Santander e naufragou; a mina tinha sido colocada por um lança-minas nacionalista. Permaneceu flutuando tempo suficiente para que sua tripulação fosse evacuada pelo contratorpedeiro Velasco; apenas quatro tripulantes morreram no naufrágio. O Jaime I ainda estava sob reparos em Cartagena quando um incêndio a bordo causou uma explosão interna que destruiu o navio em 17 de junho. Seus destroços foram reflutuados, mas foi determinado que estavam além de qualquer conserto economicamente viável e assim foi descartado em 3 de julho de 1939 e desmontado.
Muitos dos canhões do primeiro España foram recuperados e usados em fortificações litorâneas, algumas das quais permaneceram em serviço até 1999. Seis canhões de 305 milímetros do Jaime I foram recuperados e também empregados em baterias litorâneas até serem tiradas de serviço em meados da década de 1990. Os destroços do segundo España nunca foram reflutuados e foram descobertos em 1984, com várias expedições para analisar seu estado ocorrendo entre fevereiro e maio daquele ano.